# Giải thưởng Hội Điện ảnh Việt Nam 1995
Giải thưởng Hội Điện ảnh Việt Nam 1995 được tổ chức vào năm 1996 là lần thứ 3 Giải thưởng Hội Điện ảnh Việt Nam được trao thưởng độc lập sau khi tách khỏi Liên hoan phim Việt Nam.

## Tổng quan
Giải thưởng điện ảnh lần 3 của Hội Điện ảnh Việt Nam giành cho các tác phẩm và công trình nghiên cứu xuất sắc trong lĩnh vực điện ảnh. Trong lần trao thưởng này, giải thưởng cho mỗi thể loại bao gồm phim truyện, phim tài liệu và phim hoạt hình đều được chia thành 2 hạng mục giải thưởng cho phim nhựa và phim video. Có tất cả 32 giải thưởng đã được trao, trong đó có 8 giải A, 18 giải B, 5 giải khuyến khích và 1 giải giành cho phim nhựa đầu tay. Thể loại phim truyện và phim tài liệu đều có giải A và B cho mỗi hạng mục phim nhựa và phim video. Riêng thể loại phim hoạt hình không có giải A nào, chỉ có 3 giải B cho phim hoạt hình nhựa và duy nhất 1 giải khuyến khích cho phim hoạt hình video.

## Giải thưởng

### Phim truyện

#### Phim nhựa
| Giải thưởng               | Phim                      | Năm  | Đạo diễn              | Biên kịch            | Sản xuất                  | Nguồn         |
| ------------------------- | ------------------------- | ---- | --------------------- | -------------------- | ------------------------- | ------------- |
| Giải A                    | Thương nhớ đồng quê       | 1995 | NSND Đặng Nhật Minh   | NSND Đặng Nhật Minh  | NHK & HODA Film           | [ 3 ]         |
| Giải A                    | Lưỡi dao                  | 1995 | Lê Hoàng              | Nguyên Hồ            | Hãng phim Giải Phóng      | [ 4 ] [ 5 ]   |
| Giải B                    | Biệt ly trắng             | 1994 | NSND Đào Bá Sơn       | Trầm Hương           | Hãng phim Giải Phóng      | [ 6 ]         |
| Giải B                    | Cây bạch đàn vô danh      | 1994 | NSND Nguyễn Thanh Vân | Nguyễn Quang Thân    | Hãng phim truyện Việt Nam | [ 7 ] [ 8 ]   |
| Giải B                    | Dã tràng xe cát biển Đông | 1994 | NSND Nguyễn Khánh Dư  | Nguyễn Thị Hồng Ngát | Hãng phim truyện Việt Nam | [ 3 ] [ 9 ]   |
| Giải B                    | Người yêu đi lấy chồng    | 1994 | Vũ Châu               | Lê Ngọc Minh         | Hãng phim truyện Việt Nam | [ 3 ] [ 10 ]  |
| Giải B                    | Hoa của trời              | 1995 | Đỗ Minh Tuấn          | Lê Ngọc Minh         | Hãng phim truyện Việt Nam | [ 11 ] [ 12 ] |
| Giải B                    | Bản tình ca trong đêm     | 1995 | NSND Nguyễn Hữu Phần  | Trần Kim Thành       | Hãng phim truyện Việt Nam | [ 13 ] [ 14 ] |
| Giải cho tác phẩm đầu tay | Con thuyền bị đánh đắm    | 1995 | Vũ Xuân Hưng          | Vũ Xuân Hưng         | Hãng phim truyện Việt Nam | [ 15 ] [ 16 ] |

#### Phim video
| Giải   | Phim                   | Năm  | Đạo diễn                                 | Biên kịch                          | Sản xuất                              | Nguồn         |
| ------ | ---------------------- | ---- | ---------------------------------------- | ---------------------------------- | ------------------------------------- | ------------- |
| Giải A | 12A và 4H              | 1995 | - Bùi Thạc Chuyên - NSƯT Trần Quốc Trọng | - Nguyễn Mỹ Linh - Nguyễn Thu Dung | Trung tâm Phim truyền hình Việt Nam   | [ 17 ]        |
| Giải B | Hồi ức một binh nhì    | 1995 | NSƯT Trịnh Lê Văn                        |                                    | Trung tâm Phim truyền hình Việt Nam   | [ 18 ] [ 19 ] |
| Giải B | Ảo ảnh giữa đời thường | 1995 | NSƯT Trần Lực                            |                                    | Trung tâm Phim truyền hình Việt Nam   | [ 20 ] [ 21 ] |
| Giải B | Bản giao hưởng đêm mưa | 1995 | NSND Khải Hưng                           | Đoàn Trúc Quỳnh                    | Trung tâm Phim truyền hình Việt Nam   | [ 22 ] [ 23 ] |
| Giải B | Cuốn sổ ghi đời        | 1994 | - NSƯT Tất Bình - Nguyễn Hữu Luyện       | Nguyễn Hữu Luyện                   | Trung tâm Phim truyền hình Việt Nam   | [ 24 ] [ 25 ] |
| Giải B | Giữa dòng              | 1995 | NSƯT Trần Mỹ Hà                          | Nguyễn Quang Sáng                  | Đài Truyền hình Thành phố Hồ Chí Minh | [ 26 ] [ 27 ] |

### Phim tài liệu

#### Phim nhựa
| Giải   | Phim                 | Năm  | Đạo diễn                   | Biên kịch            | Quay phim                          | Sản xuất      | Nguồn         |
| ------ | -------------------- | ---- | -------------------------- | -------------------- | ---------------------------------- | ------------- | ------------- |
| Giải A | Khoảnh khắc mùa xuân | 1995 | - Trần Phi - NSƯT Vũ Chính | Trần Thanh Hiệp      | - NSƯT Vũ Chính - Nguyễn Xuân Tình | ĐAQĐND & XPNK | [ 28 ] [ 29 ] |
| Giải B | Vũ nữ Trà Kiệu       | 1995 | NSND Đào Trọng Khánh       | NSND Đào Trọng Khánh | Nguyễn Văn Nẫm                     | HPTLKHTW      | [ 30 ] [ 31 ] |
| Giải B | Khai thác mật gấu    | 1994 | Lại Văn Sinh               | Lại Văn Sinh         |                                    | HPTLKHTW      | [ 32 ] [ 33 ] |
| Giải B | Lớp trẻ              | 1995 | NSƯT Văn Lê                | Cát Vũ               |                                    | HPGP          | [ 34 ]        |

#### Phim video
| Giải              | Phim                                | Năm  | Đạo diễn           | Biên kịch            | Quay phim          | Sản xuất        | Nguồn         |
| ----------------- | ----------------------------------- | ---- | ------------------ | -------------------- | ------------------ | --------------- | ------------- |
| Giải A            | Niềm vinh quang lặng lẽ             | 1995 | NSƯT Văn Lê        | NSƯT Văn Lê          |                    | HPGP            | [ 35 ] [ 36 ] |
| Giải A            | Chuyện từ góc công viên             | 1996 | NSND Trần Văn Thủy | NSND Trần Văn Thủy   |                    | HPTLKHTW        | [ 37 ] [ 38 ] |
| Giải A            | Cuộc hội ngộ sau 30 năm             | 1996 | NSND Lê Mạnh Thích | NSND Lê Mạnh Thích   | NSND Lê Mạnh Thích | NHK & HODA Film | [ 39 ]        |
| Giải A            | Thời gian vĩnh cữu                  | 1995 | NSƯT Trần Mỹ Hà    | Nguyễn Thị Minh Ngọc | Trương Minh Phúc   | TFS             | [ 40 ]        |
| Giải B            | Giữa muôn vàn xa nhớ                |      |                    |                      |                    | HPTLKHTW        |               |
| Giải khuyến khích | Tội phạm trẻ, nỗi đau còn đó        |      |                    |                      |                    | HPTLKHTW        |               |
| Giải khuyến khích | Tòa án nào phán xét                 |      |                    |                      |                    | VTV             |               |
| Giải khuyến khích | Vết thương không mảnh đạn           | 1995 | NSƯT Lê Thuấn      | Minh Chuyên          |                    | VTV             | [ 41 ] [ 42 ] |
| Giải khuyến khích | Điện ảnh Việt Nam – một chặng đường | 1995 | NSƯT Trịnh Lê Văn  |                      |                    | VTV             | [ 43 ]        |

### Phim hoạt hình
| Giải              | Phim                | Năm  | Đạo diễn          | Biên kịch       | Quay phim   | Họa sĩ          | Nhạc sĩ     | Sản xuất | Nguồn         |
| ----------------- | ------------------- | ---- | ----------------- | --------------- | ----------- | --------------- | ----------- | -------- | ------------- |
| Giải B            | Quỷ núi và tình yêu | 1995 | NSƯT Minh Trí     | Thái Chí Thanh  | Lê Đức Khôi | NSND Phương Hoa | Trọng Đài   | HPHHVN   | [ 44 ] [ 45 ] |
| Giải B            | Phép lạ hồi sinh    | 1995 | NSND Ngô Mạnh Lân | Thanh Hà        | Lê Đức Khôi | Phạm Ngọc Tuấn  | Hoàng Dương | HPHHVN   | [ 46 ] [ 47 ] |
| Giải B            | Con ong cái kiến    | 1996 | Minh Uyển         | Lý Lan, Bình Ca | Hữu Tuấn    | Minh Uyển       | Thanh Tùng  | HPGP     | [ 48 ]        |
| Giải khuyến khích | Muốn gì được nấy    | 1994 | Dương Phấn        | Hữu Hạnh        | Mạnh Hà     | Thu Hà          | Trọng Đài   | HPHHVN   | [ 49 ]        |